# خوزه لوئیس مولتو
خوزه لوئیس مولتو (انگلیسی: José Luis Moltó؛ زادهٔ ۲۹ ژوئن ۱۹۷۵ در کوسنتاینا, آلیکانته) بازیکن والیبال اهل اسپانیا عضو تیم ملی والیبال اسپانیا است. مولتو در جام جهانی ۲۰۰۷ به عنوان بهترین مدافع روی تور انتخاب شد و با اسپانیا به مدال طلا قهرمانی اروپا در همین سال رسید.